# Stanisław Moniuszko

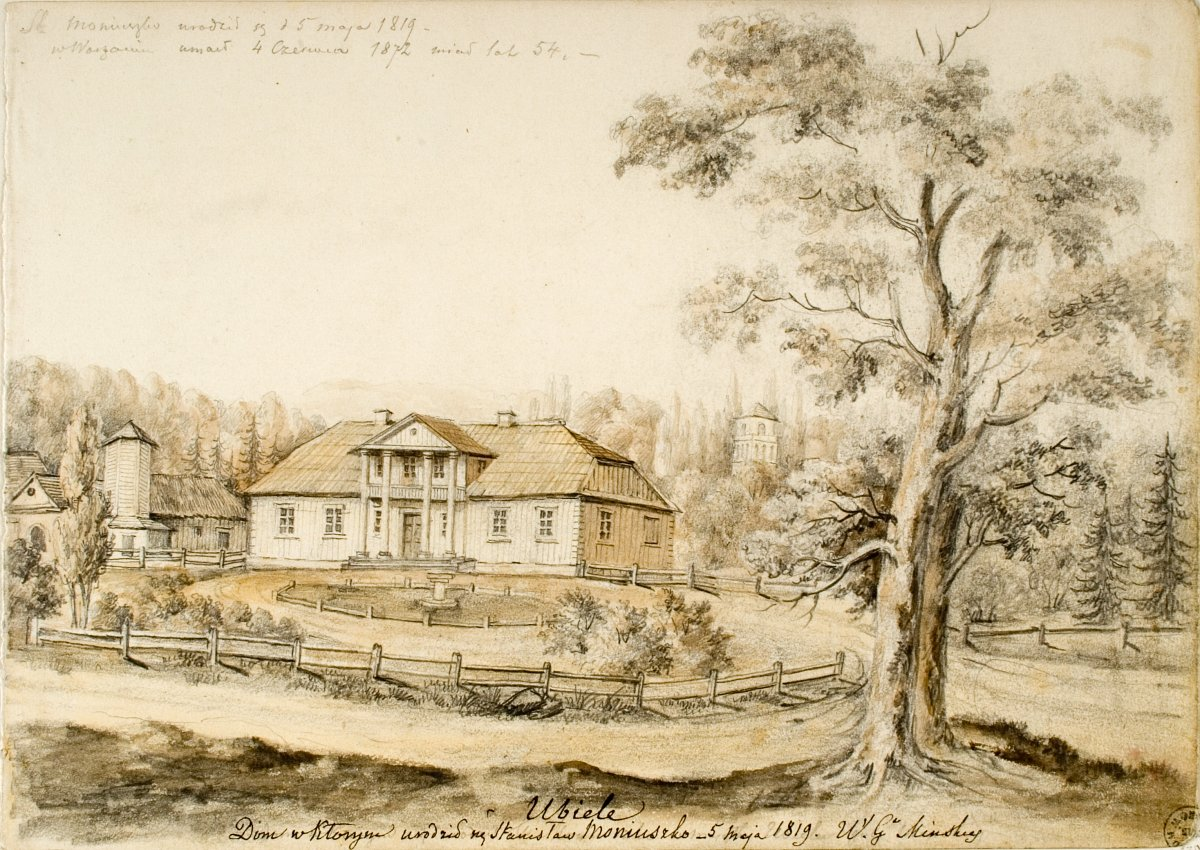
Dwór Moniuszków w Ubielu (szkic Napoleona Ordy)

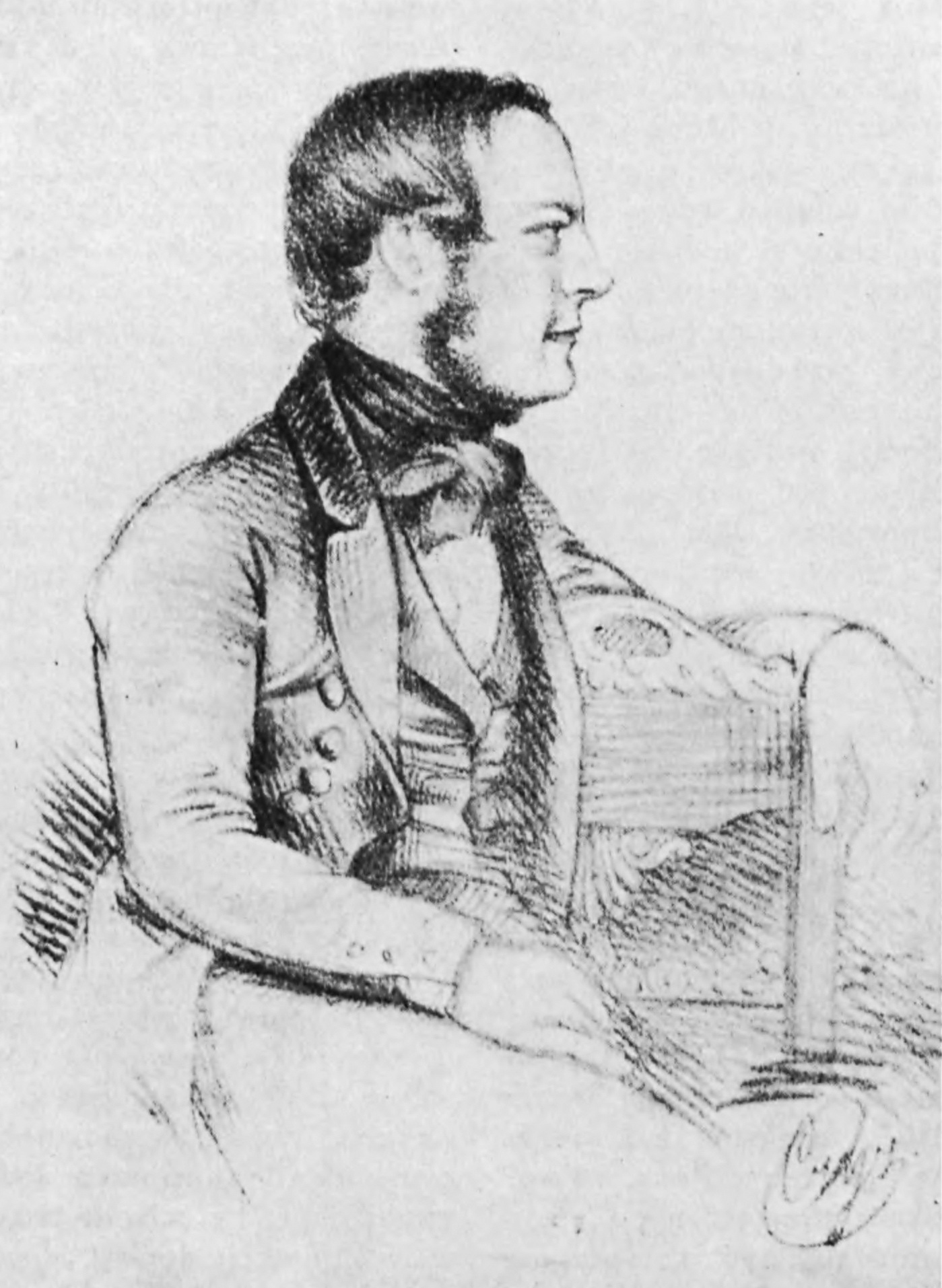
Stanisław Moniuszko po 1840.

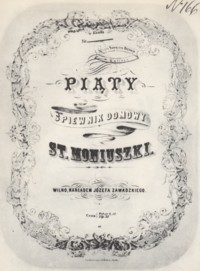
Okładka piątego Śpiewnika domowego Stanisława Moniuszki

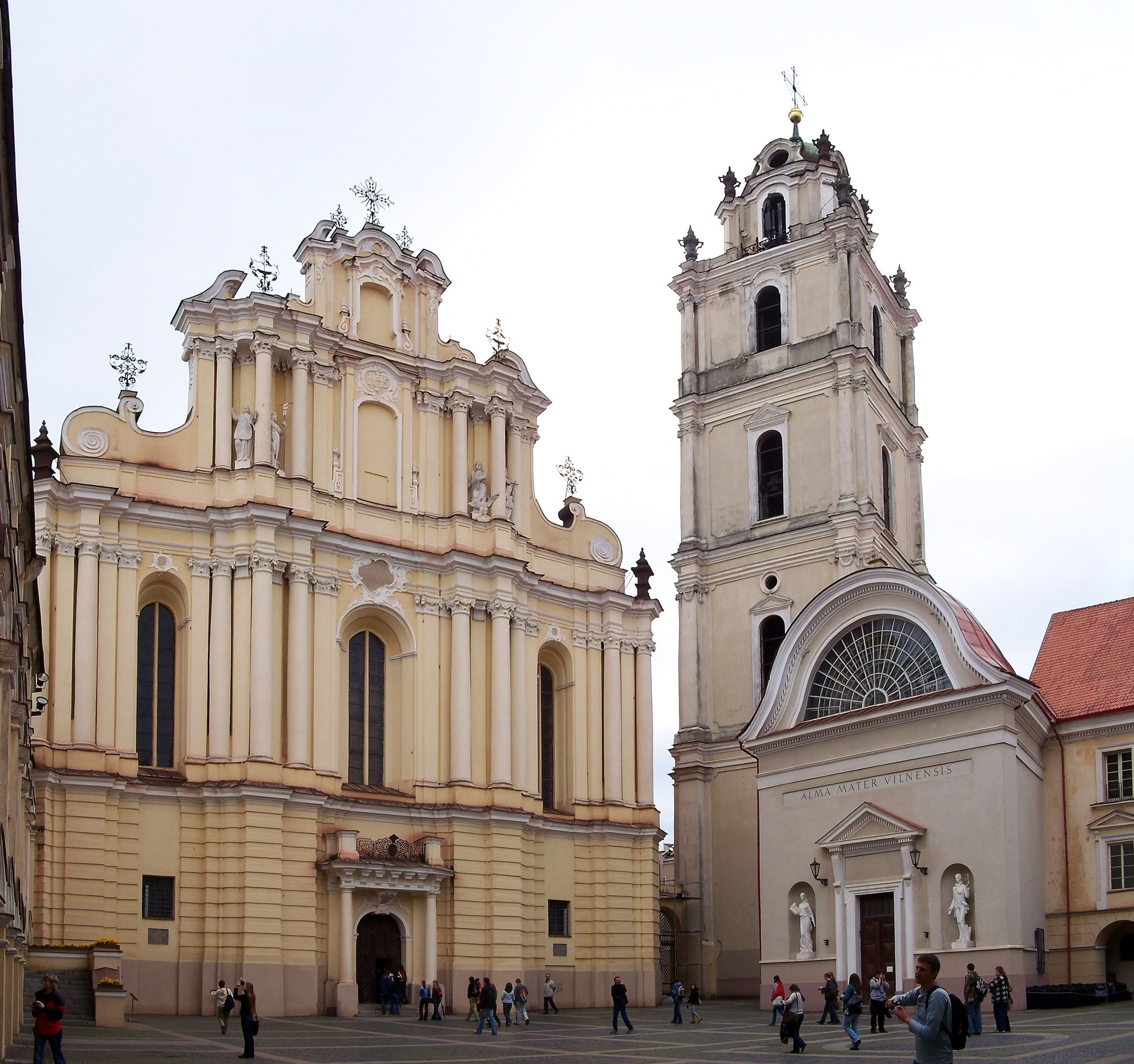
Kościół św. Jana Chrzciciela i św. Jana Apostoła i Ewangelisty w Wilnie, w których Moniuszko pracował jako organista

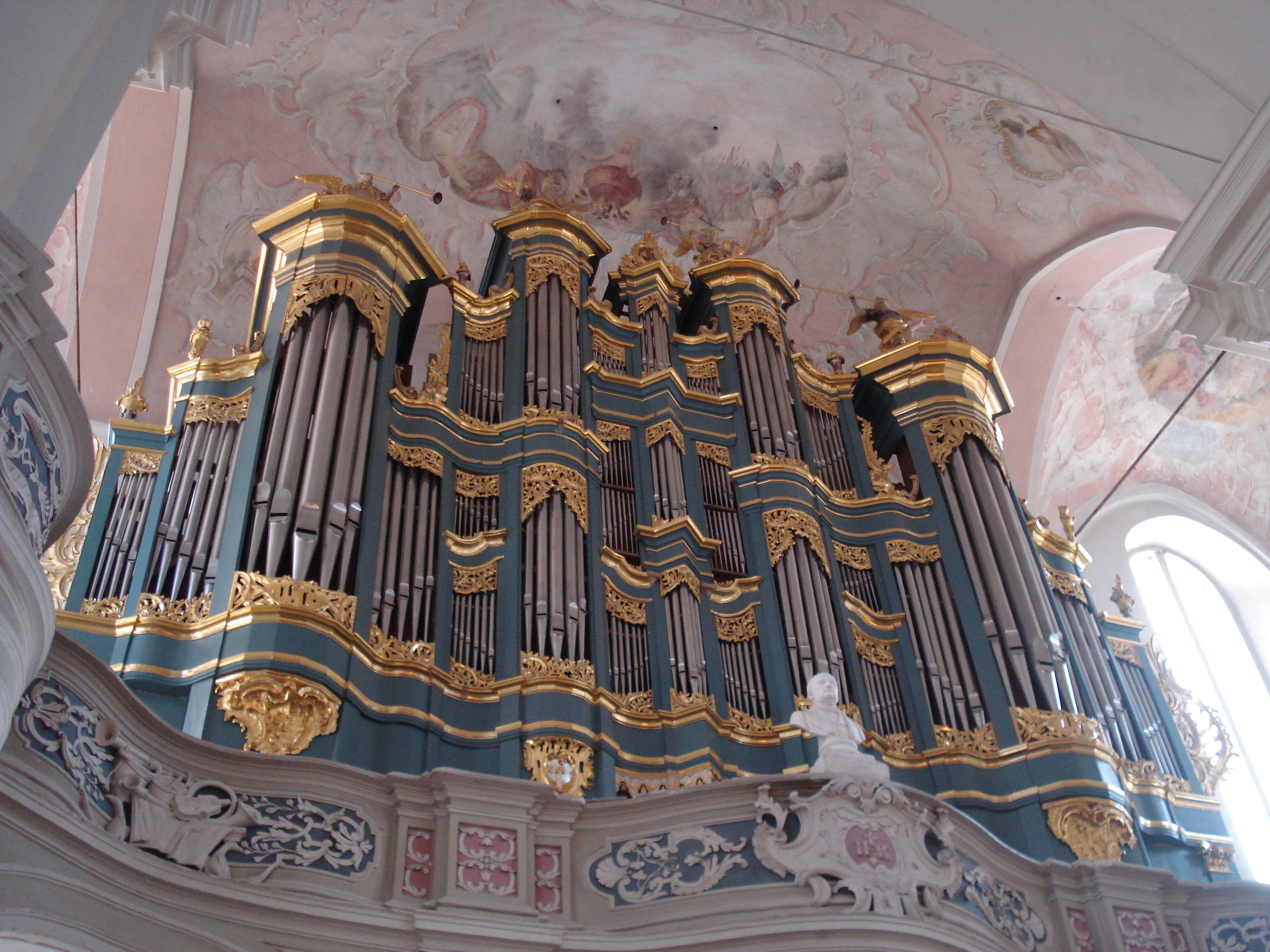
Organy w kościele św. Jana Chrzciciela i św. Jana Ewangelisty w Wilnie, na których grał Stanisław Moniuszko

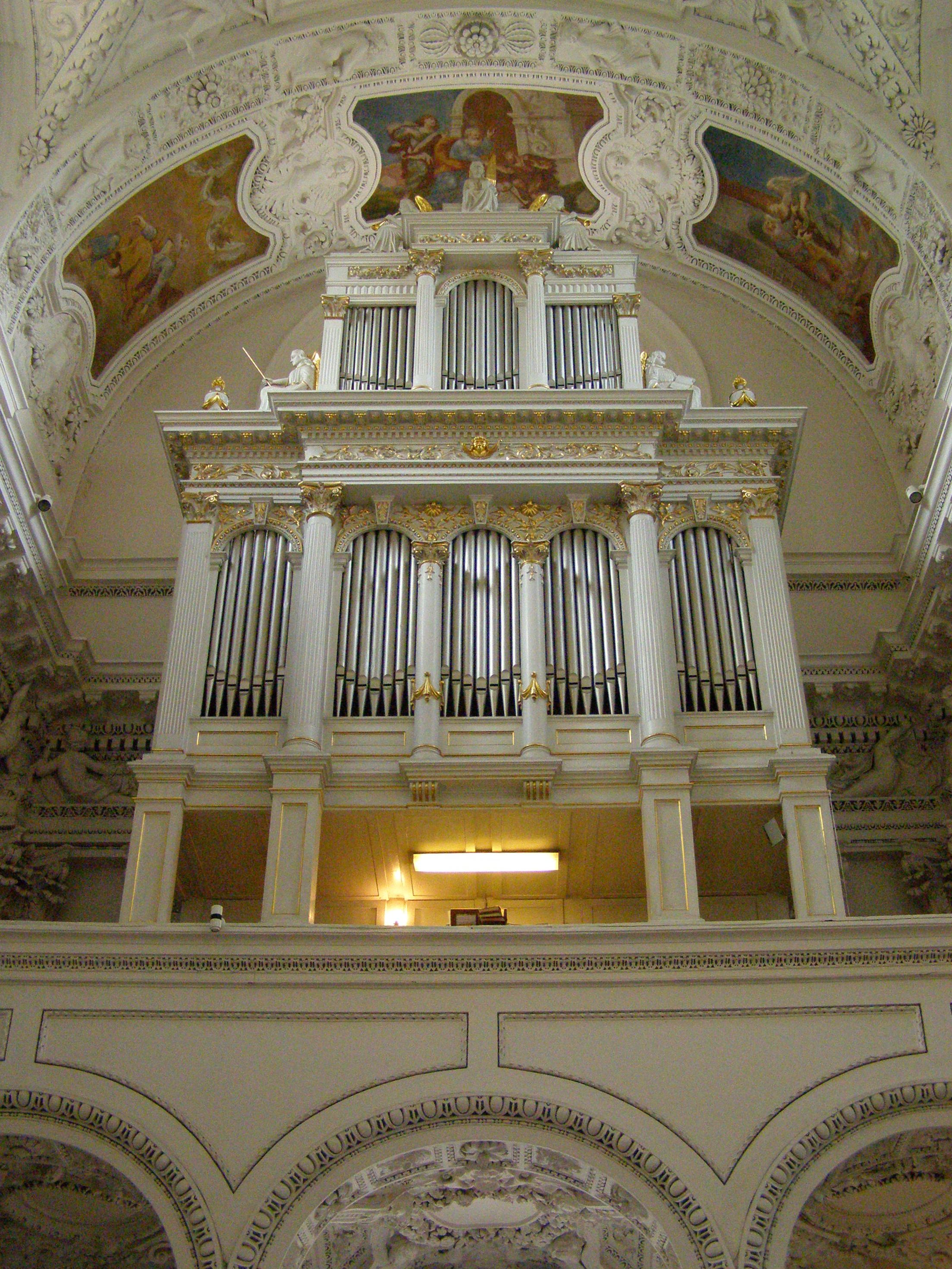
Organy w kościele św. Piotra i Pawła w Wilnie, na których przez lata grał Moniuszko

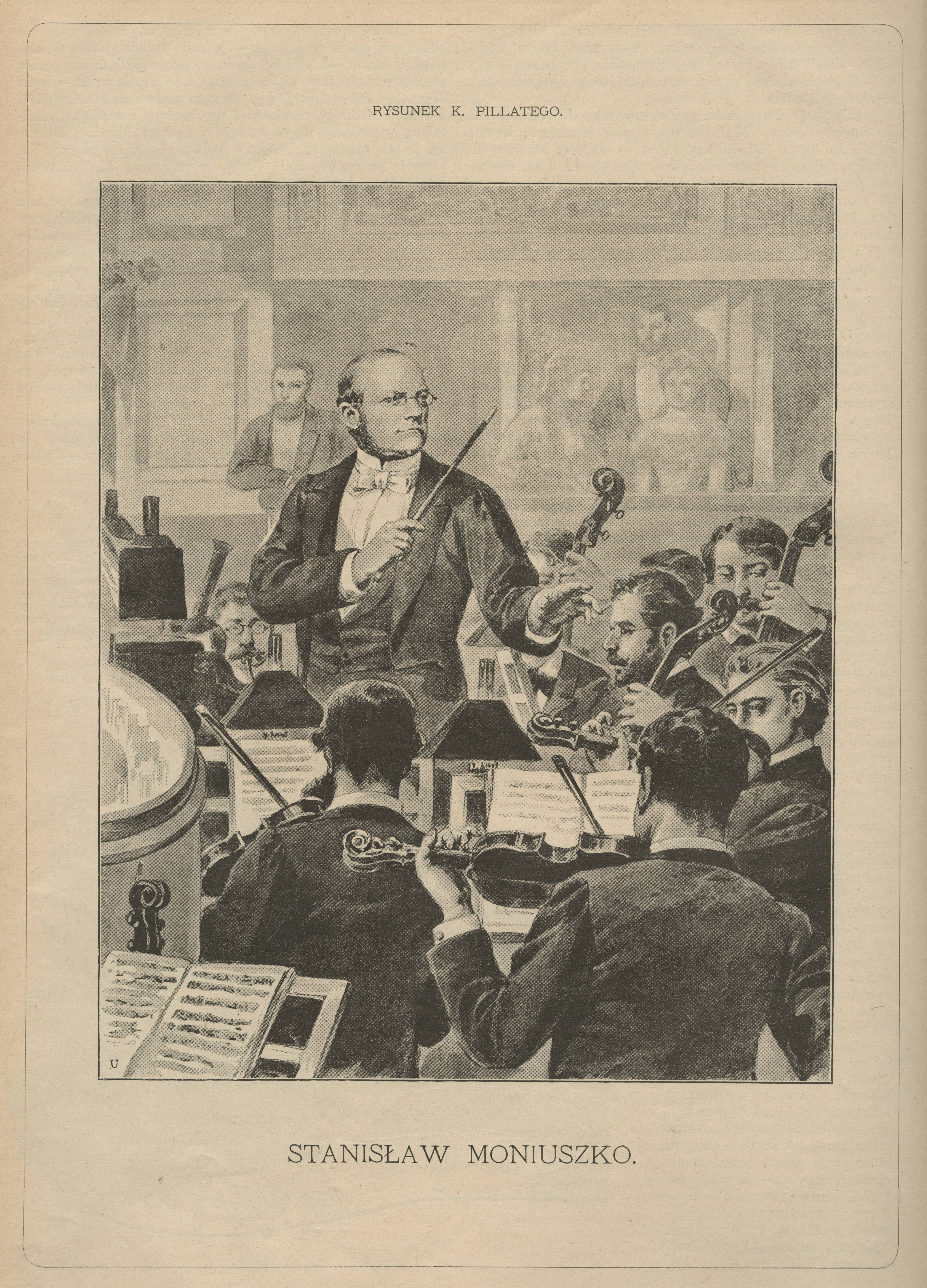
Stanisław Moniuszko (rys. Ksawery Pillati)

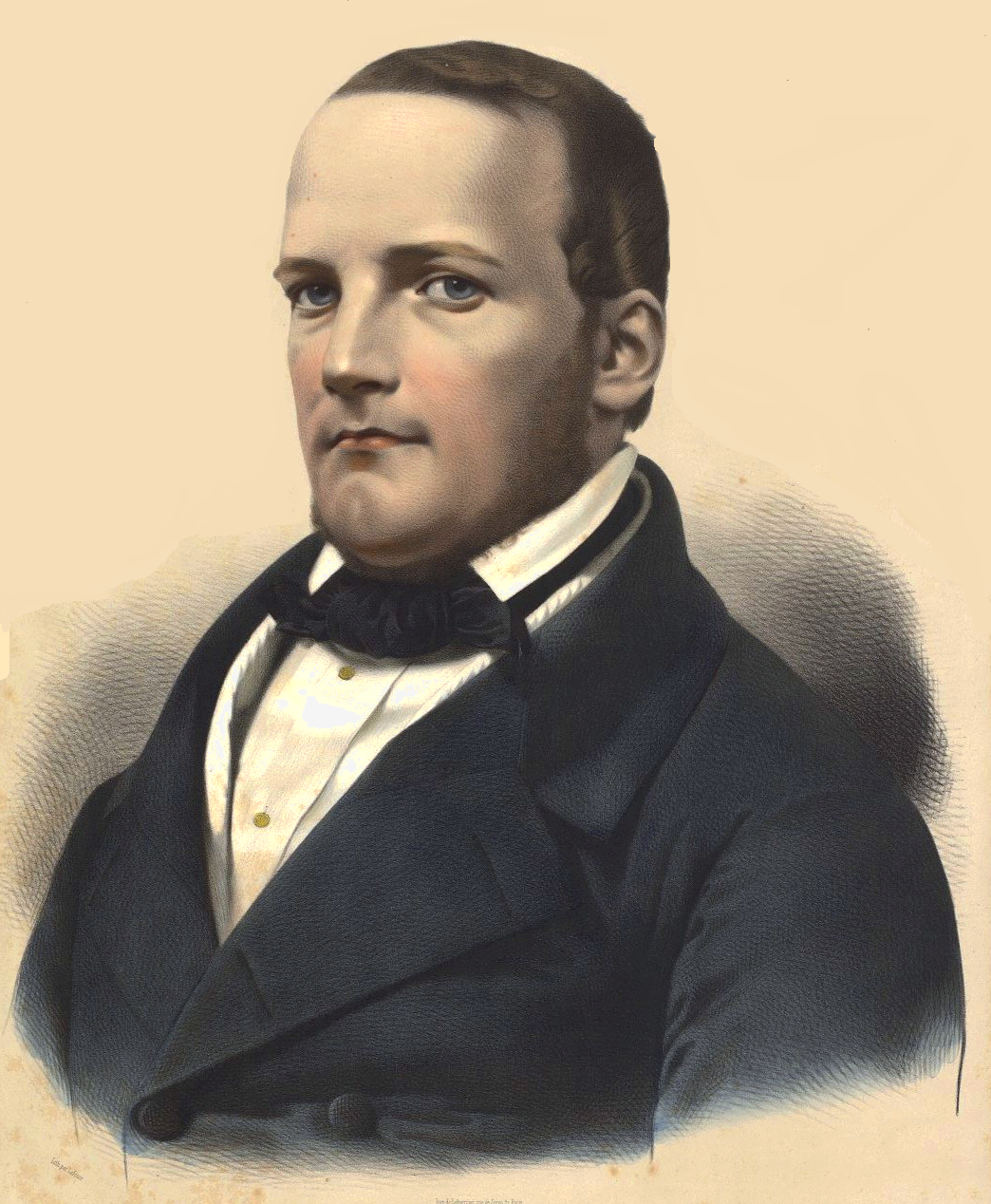
Stanisław Moniuszko (grafika Adolphe’a Lafosse’a)

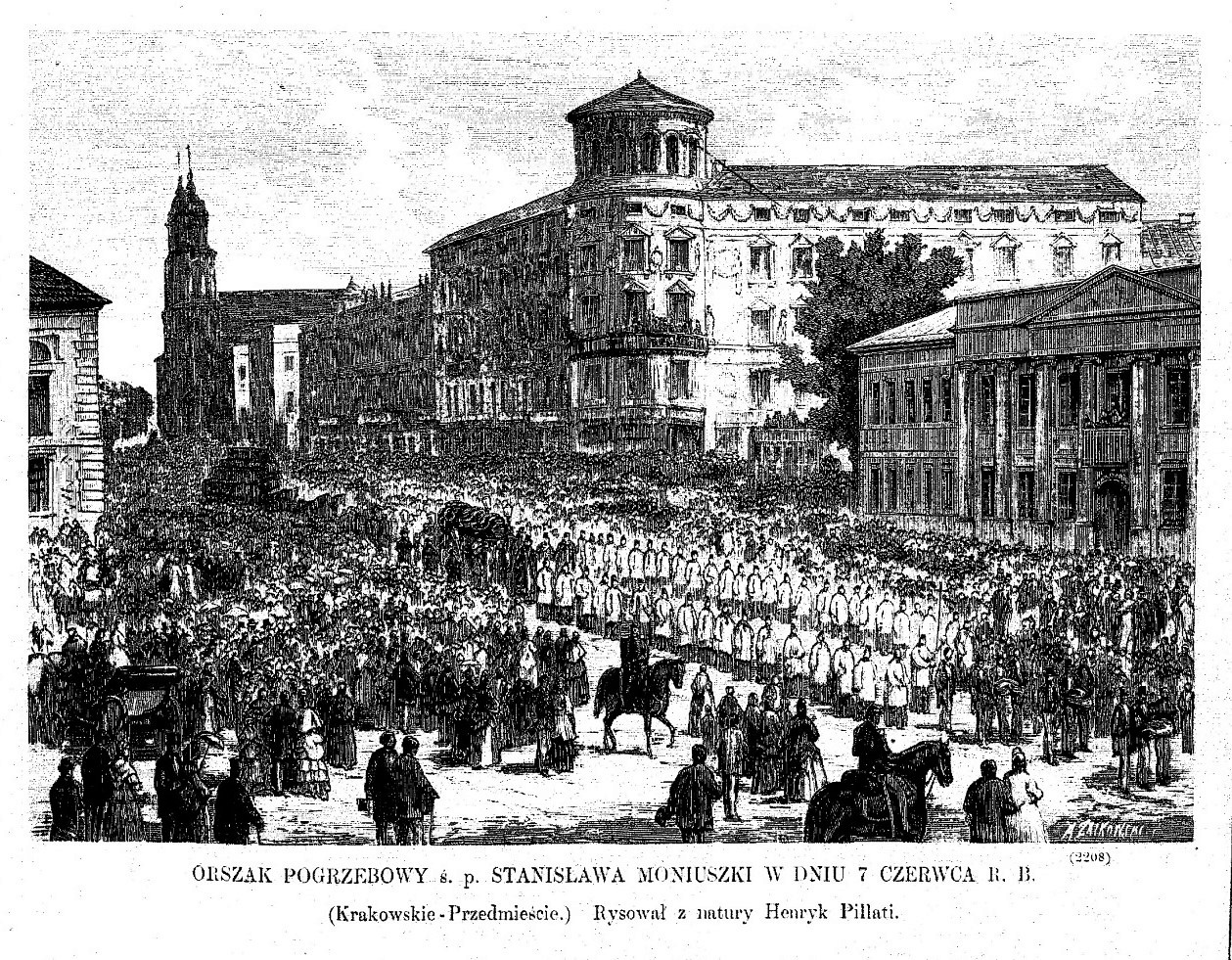
Orszak pogrzebowy Stanisława Moniuszki

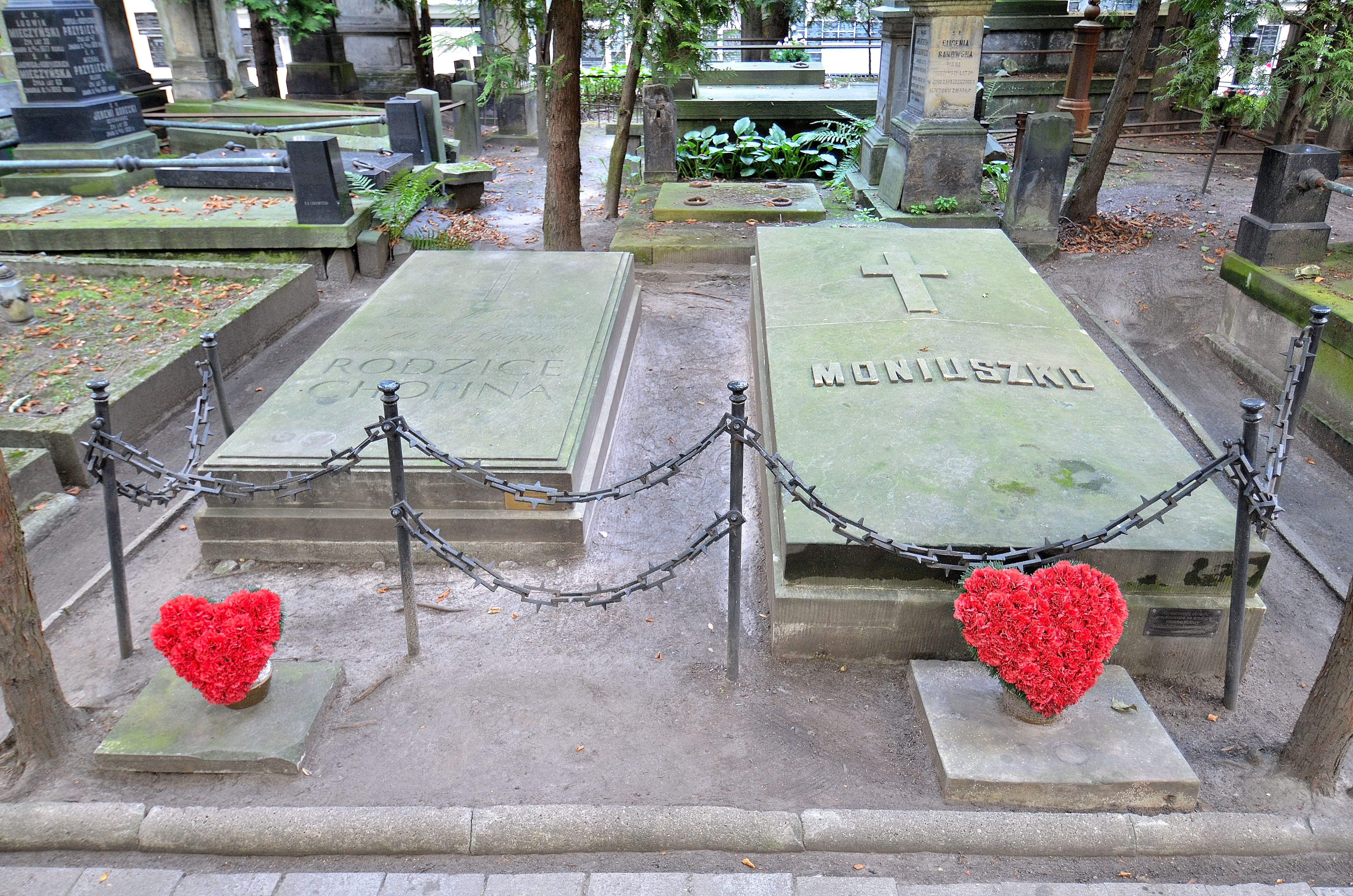
Grób Stanisława Moniuszki (po prawej) na cmentarzu Powązkowskim

Stanisław Moniuszko herbu Krzywda (ur. 23 kwietnia?/5 maja 1819 w Ubielu, zm. 4 czerwca 1872 w Warszawie) – polski kompozytor, dyrygent, pedagog, organista; autor ponad 268 pieśni, wielu oper (najsłynniejsze to Halka, Straszny dwór i Paria), operetek, baletów i muzyki kościelnej.
Tworzył muzykę nacechowaną narodowo, wplatając w swoje kompozycje wyraziste elementy folkloru polskiego (melodie i tańce ludowe) oraz wykorzystując utwory polskich poetów (m.in. Jana Kochanowskiego, Adama Mickiewicza). Jeden z najwybitniejszych kompozytorów polskiego romantyzmu. Jest nazywany ojcem „polskiej opery narodowej”.

## Edukacja
Początkowo w kierunku muzycznym kształciła go matka, Elżbieta z domu Madżarska, m.in. grając swemu synowi na klawikordzie Śpiewy historyczne Juliana Ursyna Niemcewicza.
Gdy w 1827 rodzina przeniosła się do Warszawy, ośmioletni Moniuszko rozpoczął naukę muzyki u Augusta Freyera, organisty w miejscowym kościele Świętej Trójcy. Po trzech latach rodzina przeprowadziła się do Mińska, gdzie Moniuszko kontynuował naukę u Dominika Stefanowicza. W 1837 wyjechał do Berlina, aby kształcić się muzycznie u Carla Friedricha Rungenhagena, u którego studia ukończył w 1840. Następnie zamieszkał w Wilnie, gdzie działał jako organista, kompozytor, pedagog i organizator życia muzycznego w mieście. W 1858, znowu przeniósł się wraz z rodziną do Warszawy, gdzie objął stanowisko dyrektora i organizatora opery. Jednocześnie od 1864 był wykładowcą w Instytucie Muzycznym w Warszawie.

## Rodzina
Ojciec, Czesław Moniuszko (1790–1870), był uczestnikiem kampanii napoleońskiej 1812 roku i utalentowanym rysownikiem – do dziś zachowało się wiele jego prac uwieczniających rodzinę i dorastającego syna. Przejawiał również aspiracje literackie – prowadził rodzinną kronikę, napisał również poemat pt. Rok 1812 – wierszowaną opowieść o kampanii napoleońskiej. Matka, Elżbieta z Madżarskich (zm. 1850), grała ponoć na klawikordzie i ładnie śpiewała.
Stanisław Moniuszko swoją przyszłą żonę Aleksandrę Müllerównę poznał podczas pobytów w Wilnie ze swoim stryjem, z którym zatrzymywał się zazwyczaj w kamienicy jej rodziny. W wieku zaledwie 17 lat zaręczył się, jednak zanim doszło do ślubu, wyjechał do Berlina, aby dalej kształcić się muzycznie. 25 sierpnia 1840 Stanisław Moniuszko zawarł w Wilnie ślub z Aleksandrą Müllerówną, z którą miał dziesięcioro dzieci: Elżbietę, Kazimierza, Stanisława, Bolesława, Marię, Jadwigę, Zofię, Aleksandrę, Jana i Cecylię.
Jego syn Jan Czesław Moniuszko (1853–1908) był malarzem rodzajowym, przedstawiał postacie w strojach polskiej szlachty oraz w strojach epoki rokoka. Malował również obrazy o treści historycznej i religijnej.
Prawnukiem Stanisława Moniuszki był Kazimierz Jaroszewicz, a potomkinią jest aktorka Adrianna Janowska-Moniuszko.

## Opery i podróże
Kilka miesięcy po udanej warszawskiej premierze Halki Moniuszko udał się w podróż do Pragi, Niemiec i Paryża. Po drodze zatrzymał się na kilka dni w Krakowie, gdzie poznał Ambrożego Grabowskiego, Józefa Kremera i Lucjana Siemieńskiego. Pobyt w Krakowie, a zwłaszcza wizyta na Wawelu, gdzie kompozytor zwiedził katedrę i oglądał groby królewskie, zaowocował stworzeniem projektu nowej, nigdy niedokończonej opery Rokiczana, pisanej do słów libretta Józefa Korzeniowskiego. Miała to być opera historyczna o królu Kazimierzu Wielkim, który zresztą miał się pojawić na scenie tylko raz, w końcowej części przedstawienia. O zaniechaniu pracy nad Rokiczaną miały podobno zdecydować względy polityczne (nieprzychylne Czechom fragmenty libretta) i artystyczne (rzekomo nieodpowiednia dla monarchy partia barytonowa).
W Paryżu powstała opera Flis, dzieło o charakterze komiczno-ludowym, wykonane w Warszawie 24 września 1858. Natomiast 7 lutego 1860 odbyła się premiera Hrabiny. 1 stycznia 1861 w Teatrze Narodowym Moniuszko wystawił Verbum nobile, a w grudniu tegoż roku udał się ponownie do Paryża.

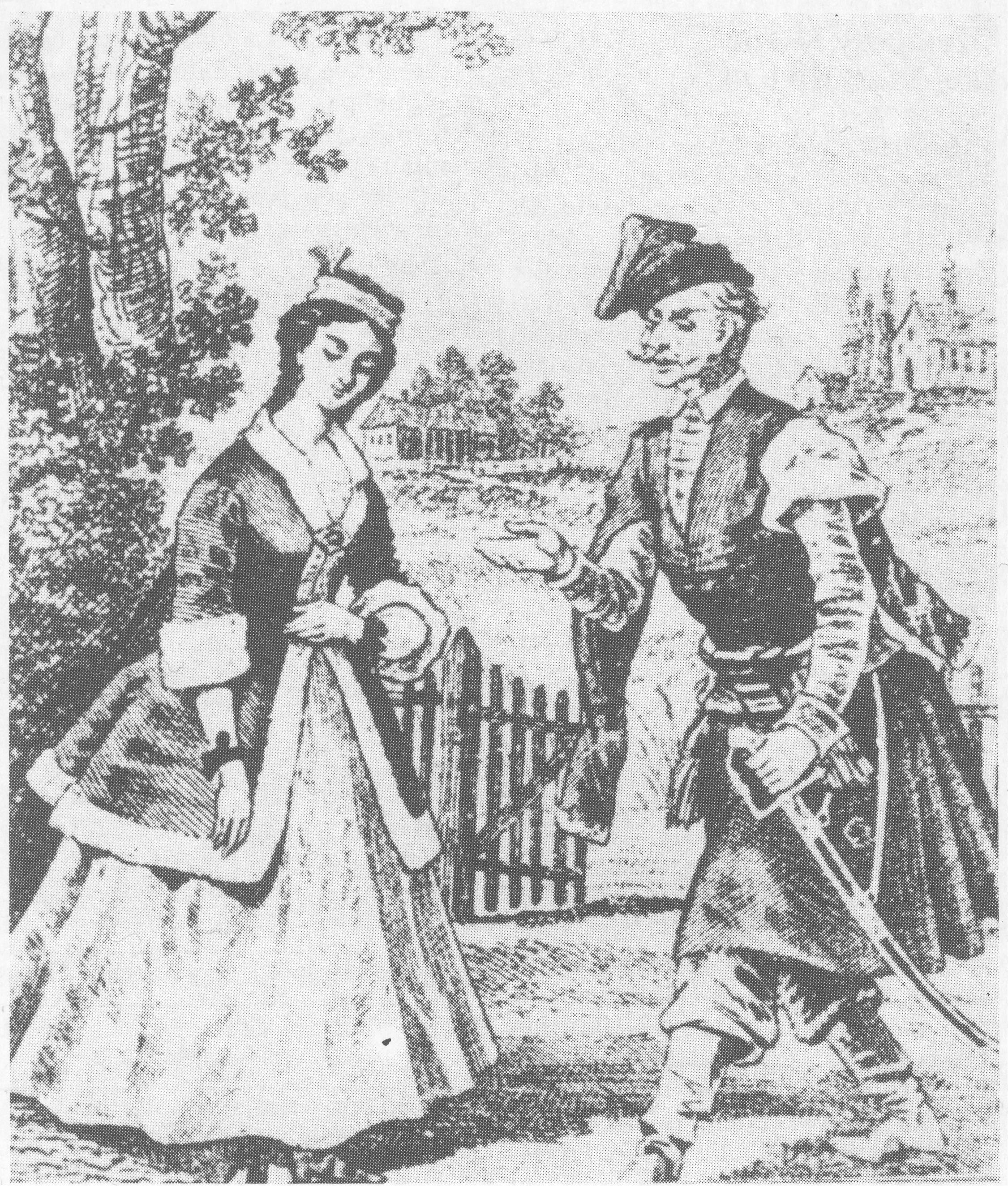
Scena z Verbum nobile (rys. z 1861)

W latach 1862–1864 pracował nad Strasznym dworem, który został wystawiony przez operę warszawską 28 września 1865. W tym też roku 7 października odbyło się setne przedstawienie Halki, a Moniuszko pojechał do Lwowa. Do Krakowa kompozytor przybył ponownie w 1866. Pobyt ten trwał miesiąc. Krakowski teatr zaproponował artyście przekazanie na jego rzecz dochodu z przedstawienia Halki, ale z powodu choroby primadonny spektakl musiano odwołać. W zamian zorganizowano trzy koncerty. W jednym z nich wzięła udział Helena Modrzejewska. Sam Moniuszko dyrygował osobiście wykonaniem kantaty Widma i uwertury koncertowej Bajka.
Podczas pobytu w Krakowie kompozytor na 5 dni wyjechał do Pragi, aby spotkać się z Bedřichem Smetaną i omówić sprawy związane z wystawieniem Halki. Teatr w Pradze wystawił tę operę w 1868, a inscenizacją kierował sam Smetana.
W 1869 odbyła się w Warszawie premiera Parii, a w Moskwie wystawiono Halkę. 16 lutego 1870 w Petersburgu miała miejsce premiera Halki, na której obecny był Moniuszko.
W 1871 ukazał się Pamiętnik do nauki harmonii. 2 lutego 1872 Teatr Wielki wystawił ostatnie już dzieło operowe Moniuszki – Beatę.
Zmarł na atak serca w 1872, zmęczony pracą, stałymi trudnościami materialnymi i niepochlebnymi recenzjami ostatnich dzieł. Pogrzeb artysty, w którym mogło uczestniczyć nawet 60 do 100 tysięcy osób, stał się manifestacją narodową. Został pochowany na cmentarzu Powązkowskim w Warszawie. W 1908 roku Warszawskie Towarzystwo Muzyczne ufundowało „tuż za kościołem cmentarnym pod wezwaniem św. Karola Boromeusza” nowy grobowiec. 29 października przeniesiono do niego trumny ze zwłokami Stanisława i Aleksandry Moniuszków (kwatera 9-3-8).
Większość pamiątek po kompozytorze przechowuje Warszawskie Towarzystwo Muzyczne im. Stanisława Moniuszki.

## Wybrane dzieła

### Dzieła sceniczne
- Opery:
  - Halka (premiera wersji 2-aktowej 1848, wersji 4-aktowej 1858) libretto: Włodzimierz Wolski
  - Sen Wieszcza (nieukończona, pisana w latach 1852–1853) libretto: Władysław Syrokomla
  - Flis (premiera 1858) libretto: Stanisław Bogusławski
  - Rokiczana (nieukończona, pisana w latach 1858–1859) libretto: Józef Korzeniowski
  - Hrabina (premiera 1859) libretto: Włodzimierz Wolski
  - Verbum nobile (premiera 1861) libretto: Jan Chęciński
  - Straszny dwór (premiera 1865) libretto: Jan Chęciński
  - Paria (premiera 1868) libretto: Jan Chęciński
  - Trea (nieukończona, pisana w roku 1872) libretto: J.S. Jasiński
- Balety:
  - Monte Christo (1865)
  - Na kwaterunku (1868)
  - Figle szatana (1870) balet w sześciu obrazach, muzykę do trzech obrazów skomponował Stanisław Moniuszko do trzech obrazów Adama Münchheimera; zaginiony, zrekonstruowany w 1984 przez Rafała Augustyna.
- Operetki:
  - Loteria (ok. 1840) libretto: Oskar Korwin-Milewski
  - Żółta szlafmyca (1841) libretto: Franciszek Zabłocki
  - Jawnuta (1850) libretto: W.L. Anczyc (pierwowzór: Cyganie[17])
  - Bettly (1852) libretto: Franciszek Szober
  - Beata (1870 lub 1871) libretto: Jan Chęciński
  - Nocleg w Apeninach (1839) libretto: Aleksander Fredro
  - Ideał (1840) libretto: Oskar Korwin-Milewski
  - Karmaniol, czyli Francuzi lubią żartować (1841, premiera 1842) libretto: Oskar Korwin-Milewski

### Utwory wokalne
- Kantaty:
  - Cztery Litanie Ostrobramskie (1843-1855)
  - Milda (tekst – fragm. „Witoloraudy” Józefa Ignacego Kraszewskiego) 1848
  - Nijoła (tekst j.w.) po 1848
  - Widma (tekst – „Dziadów część II” Adama Mickiewicza) ok. 1852
  - Sonety krymskie (tekst – wybrane 8 sonetów Adama Mickiewicza) 1867
- Msze:
  - Msza łacińska na cztery głosy z towarzyszeniem organów, Des-dur (1870)
  - Msza żałobna na cztery głosy z towarzyszeniem organów, g-moll (1871)
  - Msza Piotrowińska na czterogłosowy chór mieszany solistów z towarzyszeniem organów, B-dur, słowa Justyna Wojewodzkiego (1872)
- Pieśni:

268 pieśni zebranych w cyklu 12 zeszytów Śpiewników domowych, m.in.:
- - Ojcze z niebios, Boże Panie
  - Dziad i baba
  - Pieśń wieczorna
  - Znasz-li ten kraj (2 wersje)
  - Trzech budrysów
  - Prząśniczka
  - Złota rybka
  - Krakowiaczek
  - Kozak
  - Świtezianka
  - Czaty
  - Lirnik Wioskowy
  - Pieśń wojenna (słowa Józefa Kościelskiego)
  - Czarny krzyżyk (słowa Brunona Bielawskiego)

Jednym z najlepiej znanych zbiorów jego utworów drobnych jest cykl dwunastu Śpiewników domowych, zawierających pieśni do słów różnych poetów polskich i obcych (w tłumaczeniu polskim) oraz do słów ludowych – łącznie 268 pieśni. Sześć śpiewników zostało wydanych za życia kompozytora, a sześć po jego śmierci.

### Utwory symfoniczne
- Uwertury koncertowe:
  - Bajka
  - Kain
  - Uwertura wojenna

### Utwory instrumentalne
- Utwory fortepianowe:
  - Walce
  - Fraszki
  - Polonezy
  - Nokturn As-dur
  - Polka
  - Pieśń włóczęgi (na cztery ręce)

## Upamiętnienie
- 26 października 1908 na gmachu przy ul. Mazowieckiej 3 w Warszawie odsłonięto tablicę upamiętniającą zmarłego tam Stanisława Moniuszkę[18].
- Oprócz ulic nazwanych jego nazwiskiem w Polsce, jest też ulica Moniuszki w Mińsku[19].
- Na fasadzie budynku Węgierskiej Opery Narodowej w Budapeszcie (ul. Andrássy 22) zwieńczonej balustradową półką znajduje się rzeźba Stanisława Moniuszki, wykonana z kamienia wapiennego. Autorem rzeźby jest Károly Antal[20].
- Wizerunek Moniuszki widniał na banknocie o nominale 100 000 zł, będącym w obiegu w latach 1990–1996[21].
- Poczta Polska upamiętniła Stanisława Moniuszkę następującymi znaczkami[22]:
  - 15 listopada 1951 – Festiwal Muzyki Polskiej (2 znaczki, nr kat. 571-572),
  - 25 listopada 1958 – Stanisław Moniuszko (znaczek o nr kat. 932),
  - 15 września 1972 – 100. rocznica śmierci St. Moniuszki (seria 8 znaczków, nr kat. 2026-2033),
  - 5 maja 2019 – 200. rocznica urodzin Stanisława Moniuszki (znaczek nr kat. 4962)[23].
- W 1993 roku powołano do życia Centrum Kultury Polskiej na Litwie im. Stanisława Moniuszki
- W związku z 200. rocznicą urodzin kompozytora, zarówno uchwałą Sejmu RP z 20 lipca 2018[24], jak i uchwałą Senatu RP z 19 grudnia 2018[25], rok 2019 został ustanowiony Rokiem Stanisława Moniuszki.
- 5 stycznia 2019 imię Stanisława Moniuszki nadano Dworcowi Centralnemu w Warszawie.
- W kwietniu 2019 zachodniopomorskie Przewozy Regionalne wprowadziły do użytku pociąg Moniuszko, opatrzony wizerunkiem kompozytora oraz informacjami dotyczącymi jego osoby[10].

## Galeria

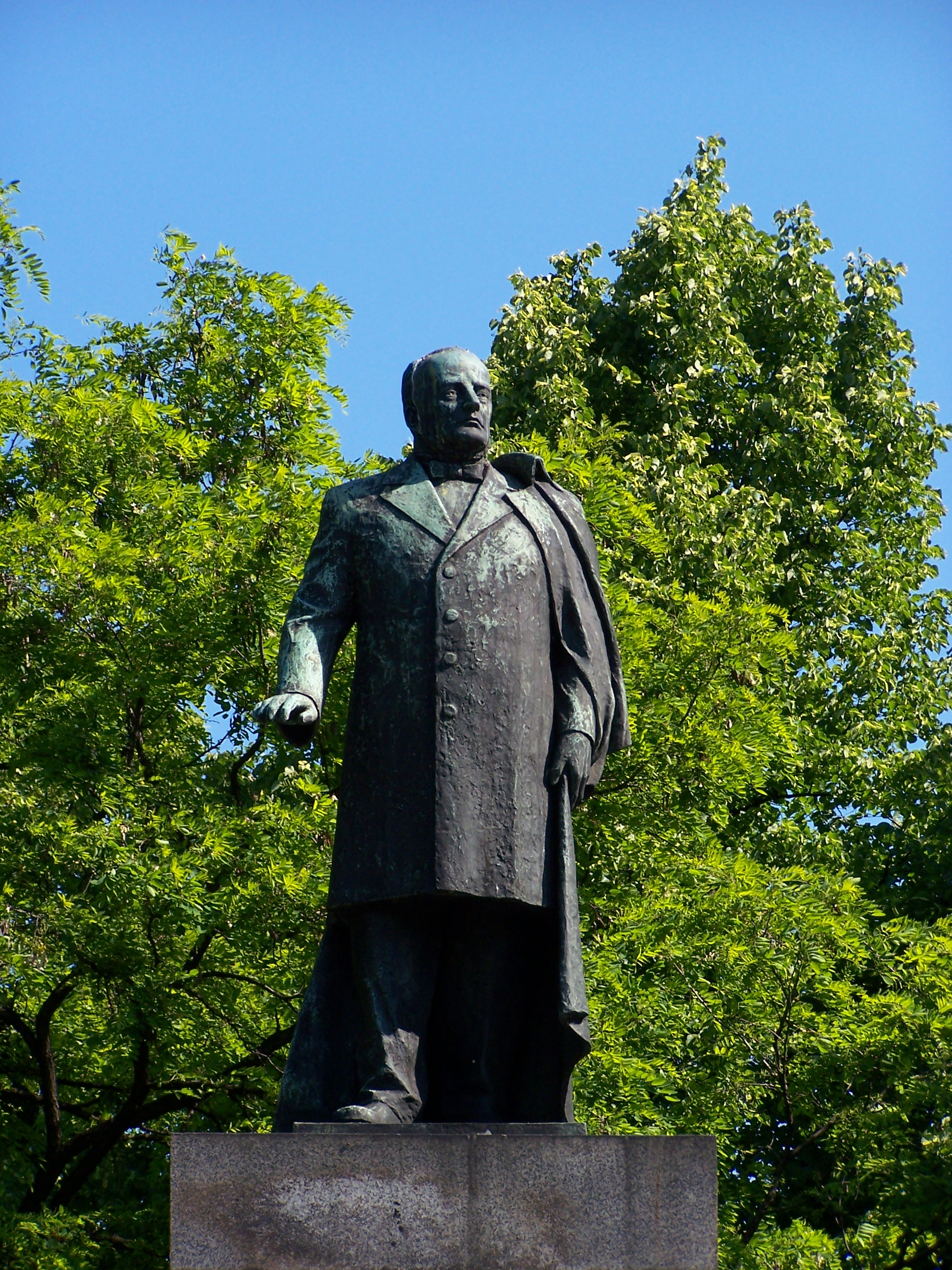
Pomnik w Katowicach
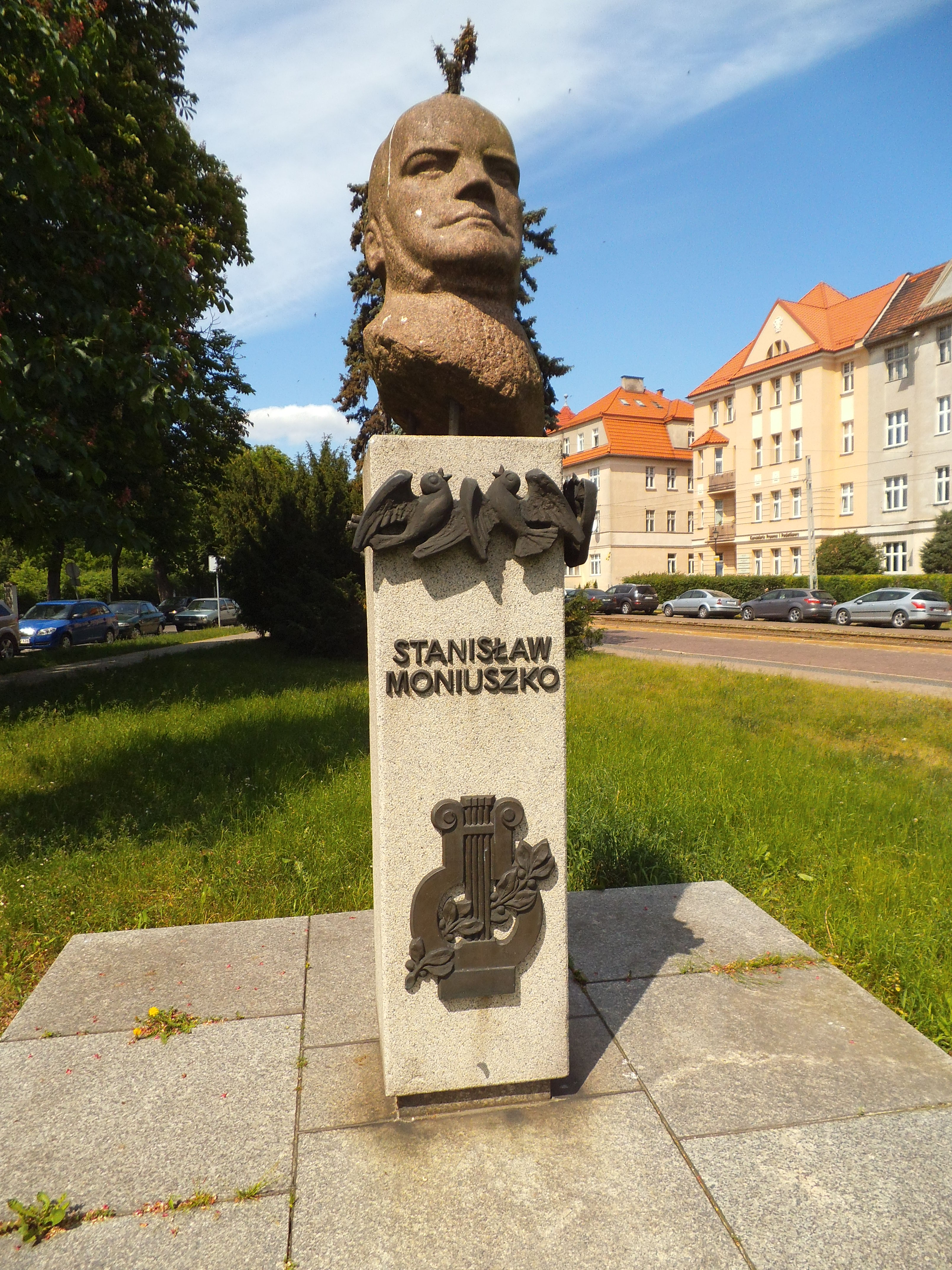
Popiersie w Toruniu
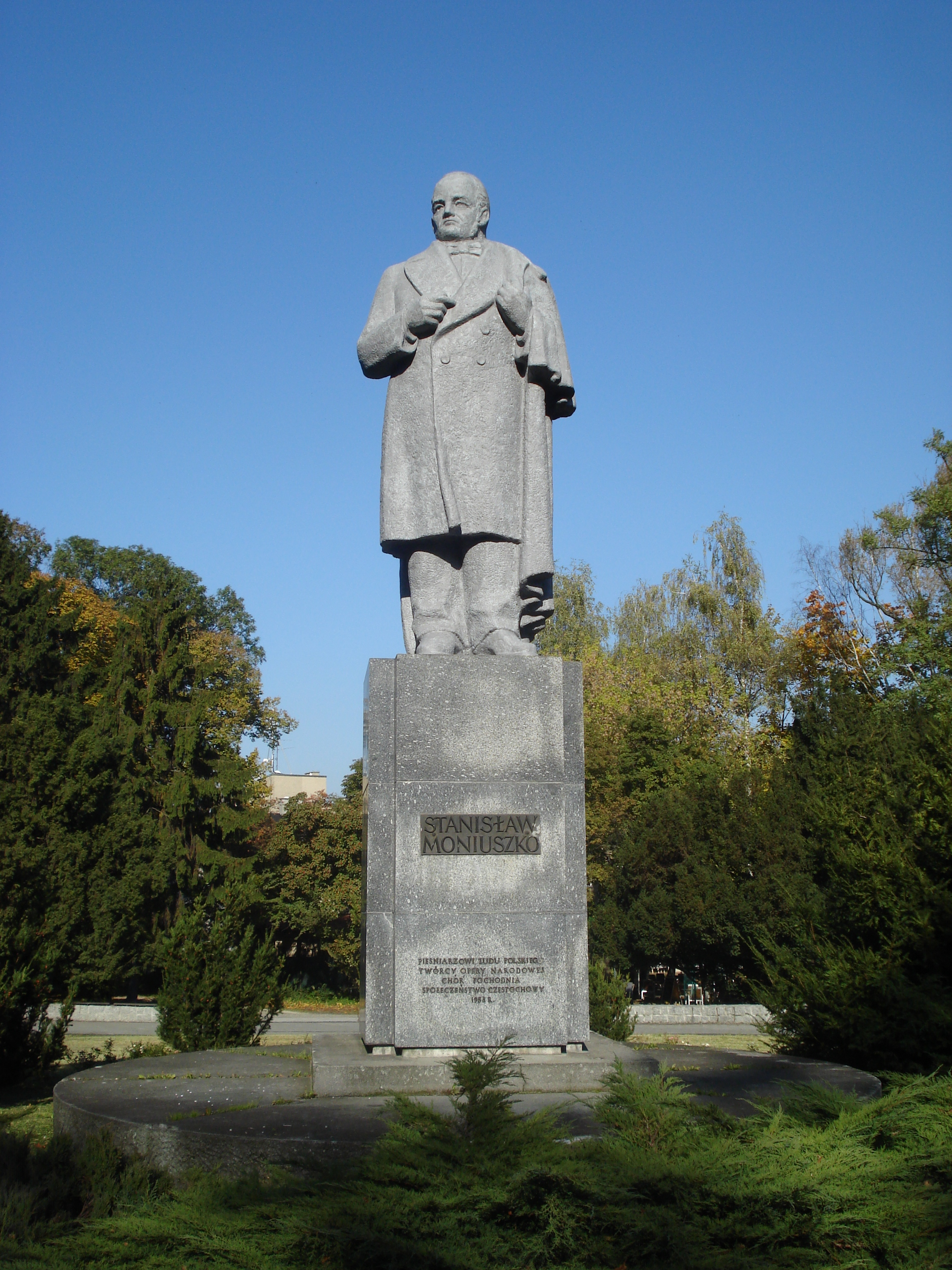
Pomnik w Częstochowie
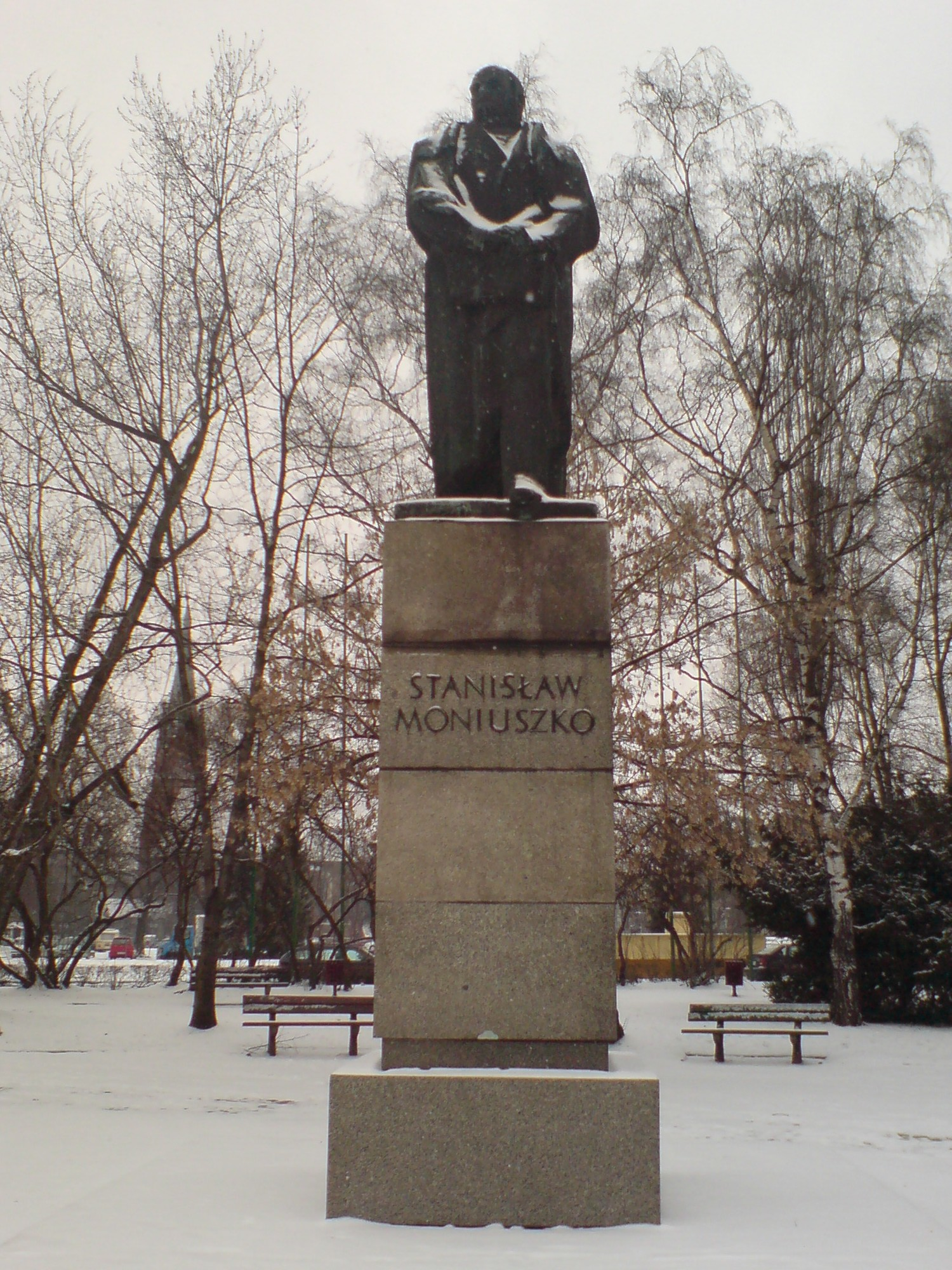
Pomnik w Raciborzu
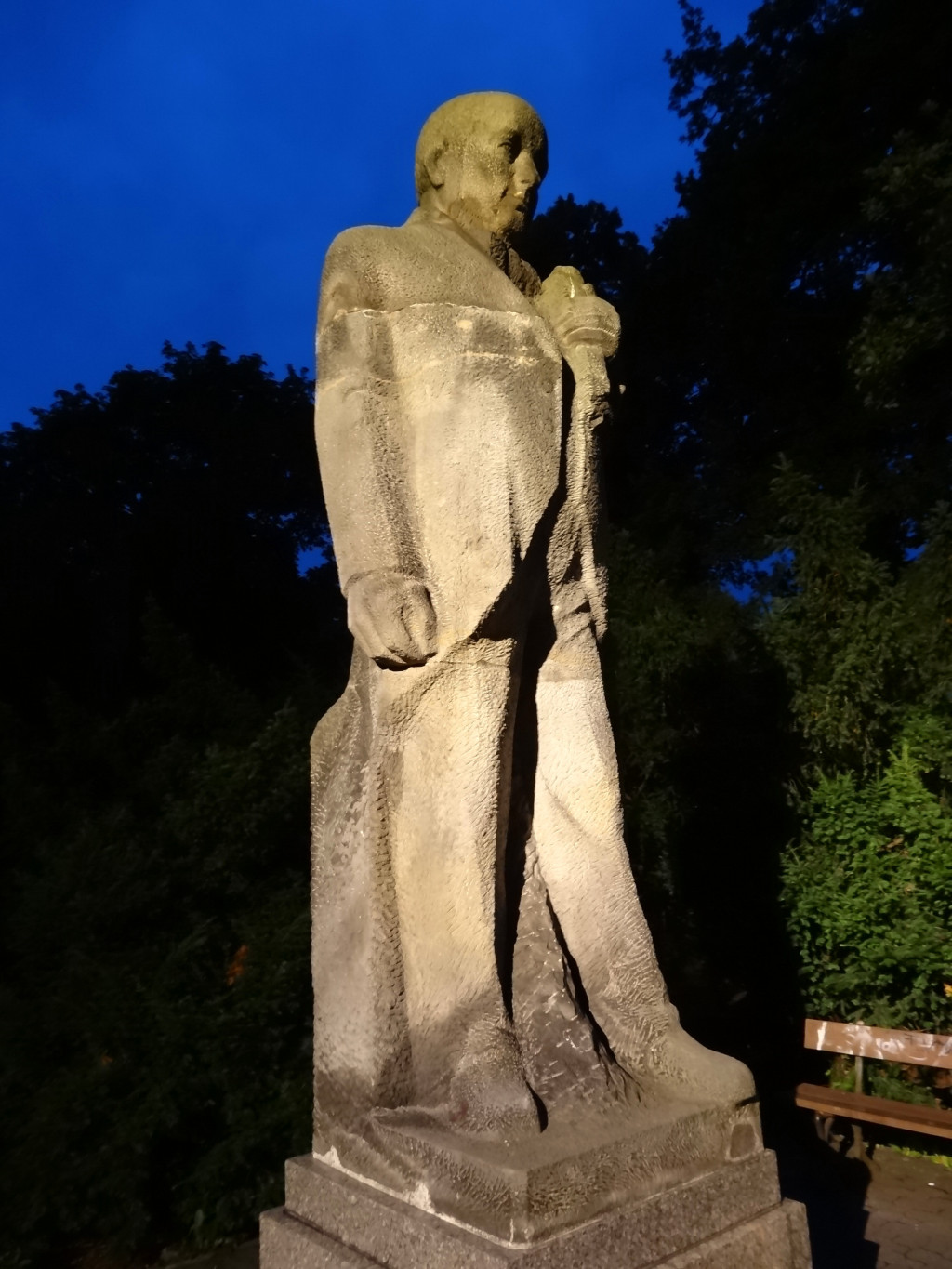
Pomnik w Bydgoszczy (w galerii kompozytorów i wirtuozów)
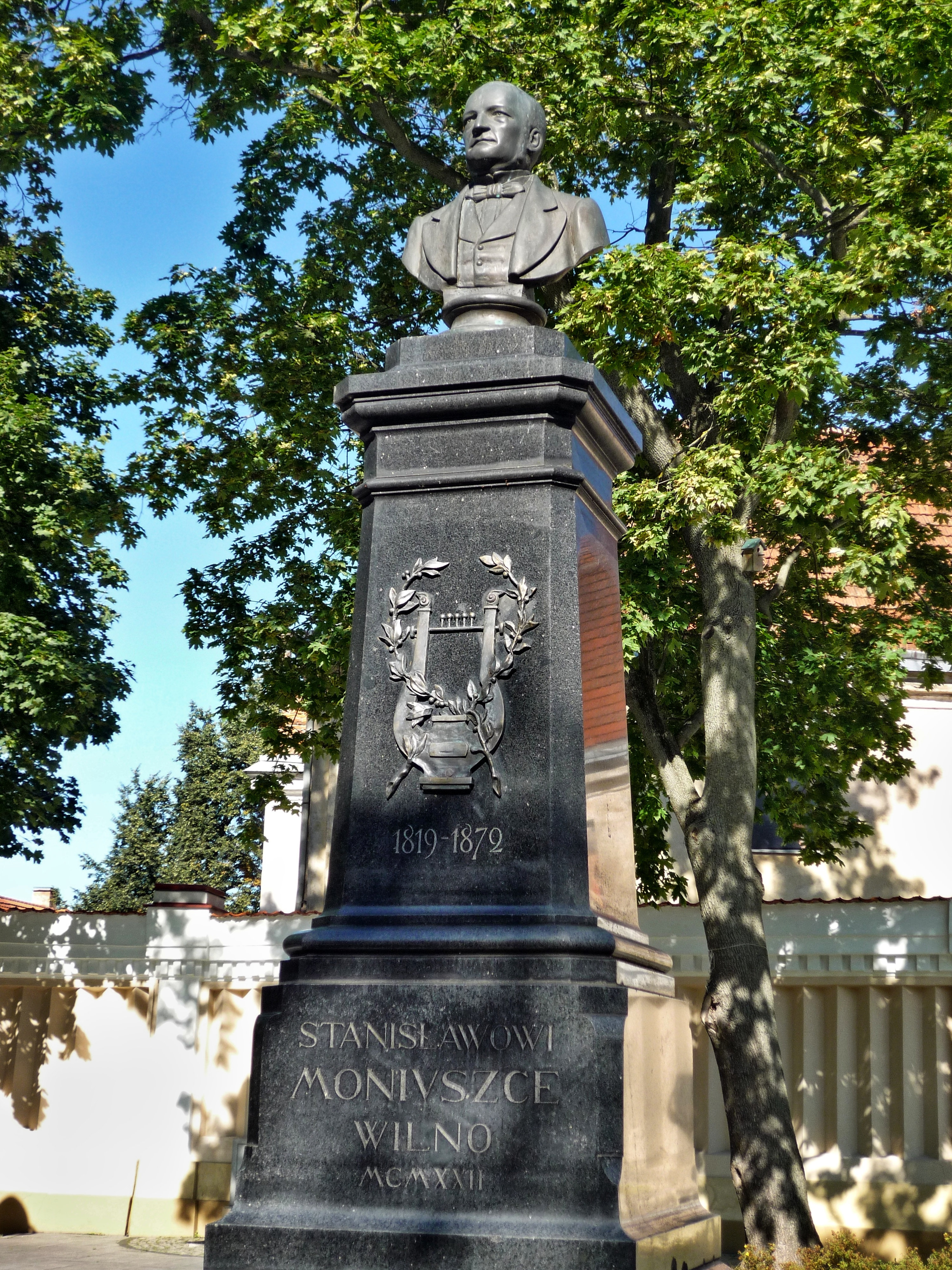
Popiersie w Wilnie
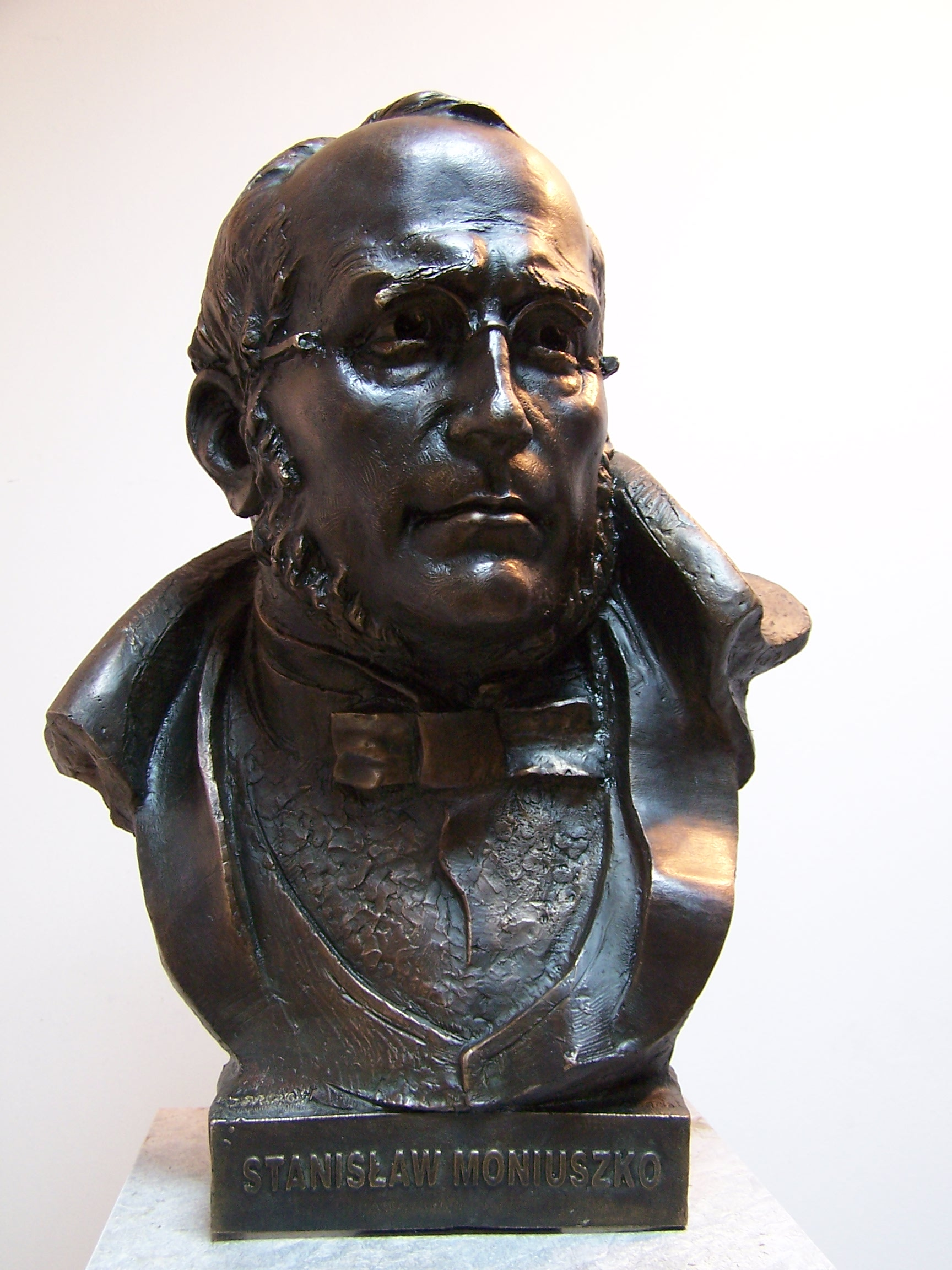
Popiersie, AM w Gdańsku, autor Giennadij Jerszow, brąz 2007
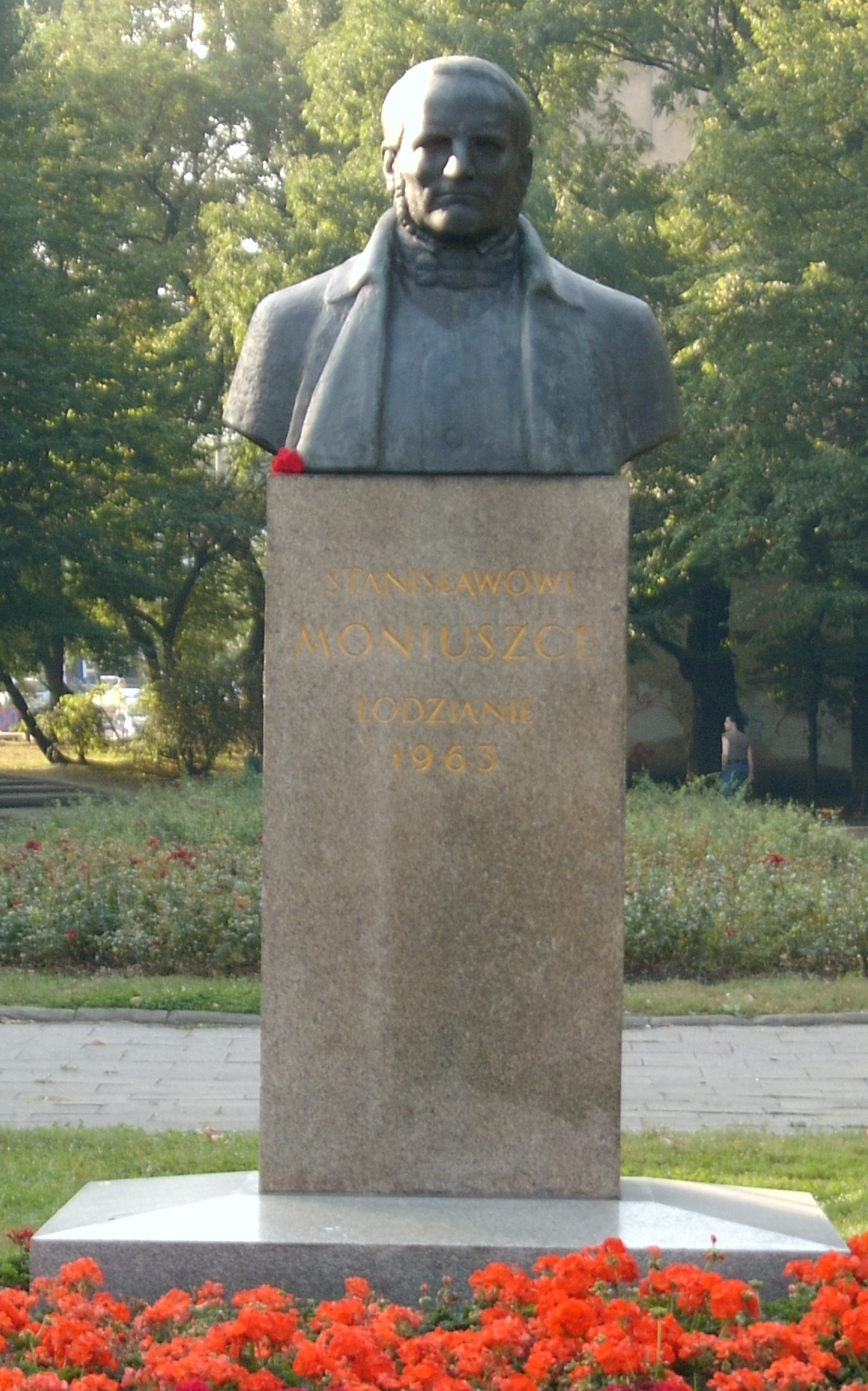
Popiersie w Łodzi
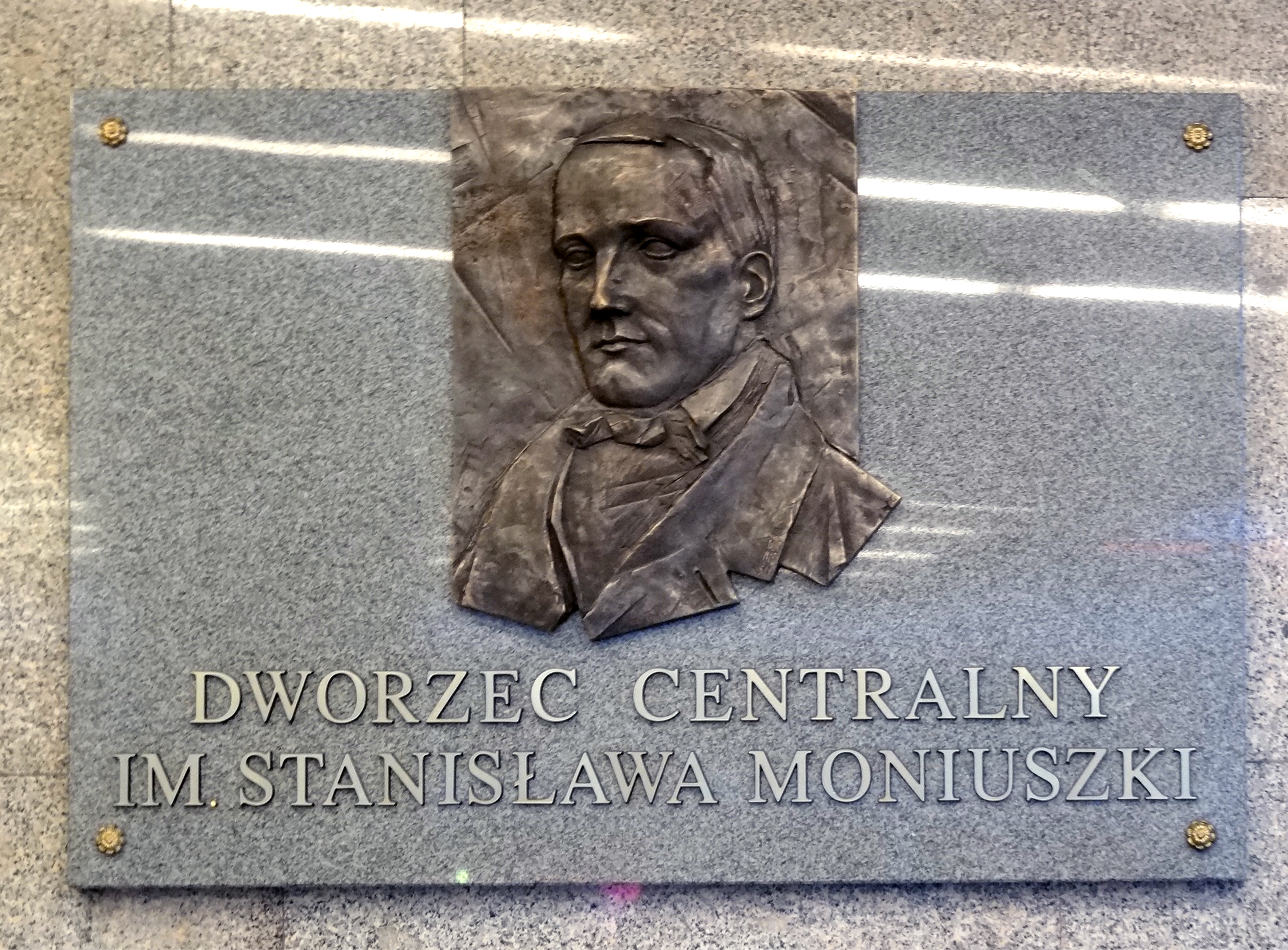
Relief na warszawskim Dworcu Centralnym imienia kompozytora
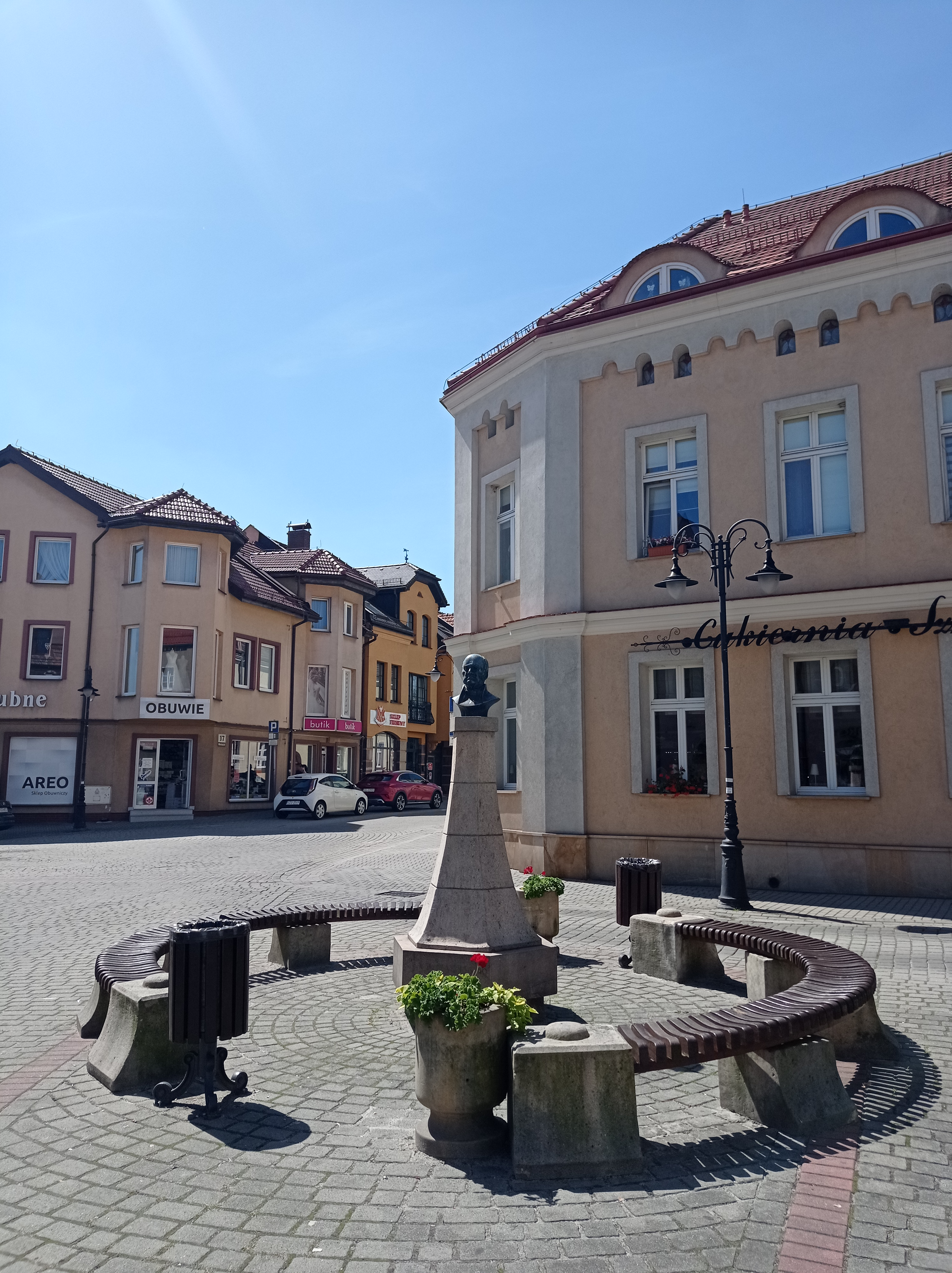
Popiersie Stanisława Moniuszki w Żorach